# 5年後のラブレター
5年後のラブレター（5ねんごのラブレター）とはBeeTVにて2010年5月1日より2010年7月12日まで配信されたテレビドラマ。放送時間は各10分。全12回。
配信完了後、2011年1月3日にTBS系列にて再編集版が放映された。

## 概要
中学校からの恋を実らせ結ばれたふたり。しかし夫は病に倒れ、息子の誕生を見ずにこの世を去った。
残された妻は息子を独りで育てた。そして5年後のある日、息子が「海賊からの挑戦状」と記された、夫が書いた手紙を見つけた。「宝探し」を始めた息子に妻も付き合い、やがて「宝」を見つけた。夫が残した「宝」とは･･･

## キャスト
- 志村渉（夫）：向井理（幼少期：高杉真宙）
- 志村菜緒（妻）：内山理名（幼少期：前田憂佳）
- 志村歩夢（息子）：石川樹
- 神崎麻衣（菜緒の同級生）：中村ゆり（幼少期：和田彩花）
- 佐伯（渉の主治医）：田中哲司
- 大木拓郎（渉の同級生）：青木崇高
- 小坂（渉が勤務する花屋の主人）：大堀こういち
- 奥本幸一郎（喫茶店主人）：山本學
- ほか：深澤大河、大塚秀記、植田裕一、吉川麻美

## スタッフ
- 脚本：村上桃子
- 演出：武藤淳
- 音楽：遠藤浩二
- 撮影：髙梨逸行
- VE：矢沢由邦
- 照明：後藤謙一
- 音声：中前哲夫
- 編集：大塚民生
- MA：武藤康一
- 音響効果：小山秀雄
- 美術プロデューサー：平野裟一
- 装飾：竹安正登
- 衣裳：山谷志穂
- メイク：遠藤美香子
- 持道具：宮友利恵
- 記録：小柳菜乃
- 主題歌：XIAH「悲しみのゆくえ」
- 技術協力：ジェニック、ブル
- 美術協力：アックス
- 装飾：アイ・アール
- CG：森三平
- プロデュース：冨久尾俊之(BeeTV)、鈴木早苗(TBS)、小板洋司(TBS)、上野かおる(ドリマックス)
- 製作者：柳崎芳夫(BeeTV)
- 制作協力：ドリマックステレビジョン
- 制作：TBS
- 製作著作：BeeTV